# US Massese 1919
US Massese 1919 is een Italiaanse voetbalclub uit Massa die speelt in de Serie C1/B. De club werd in 1919 opgericht.

## Bekende (ex-)spelers
- Giorgio Chinaglia
- Roberto Mussi
- Gianluca Pessotto